# Trái tim quả cảm
A Mighty Heart là một phim chính kịch Mỹ sản xuất năm 2007, đạo diễn bởi Michael Winterbottom; là một bản chuyển thể từ hồi ký cùng tên của Mariane Pearl, A Mighty Heart. Mặc dù thất bại khi thu không thu về lợi nhuận, A Mighty Heart nhận được nhiều phản hồi tích cực từ phía các nhà phê bình và khán giả.
Bộ phim đã tham dự Liên hoan phim Cannes 2007, trước khi được phát hành tại Bắc Mỹ ngày 22 tháng 6 năm 2007.

## Diễn viên
- Dan Futterman vai Daniel Pearl
- Angelina Jolie vai Mariane Pearl
- Will Patton vai Randall Bennett
- Archie Panjabi vai Asra Nomani
- Irrfan Khan vai Mir Zubair Mahmood
- Gary Wilmes vai Steve LeVine
- William Hoyland vai John Bauman
- Denis O'Hare vai John Bussey
- Bilal Saeed vai Moinuddin Haider
- Shah Murad Aliani vai Amjad Farooqi
- Ahmed A. Jamal vai Khalid Khawaja
- Daud Khan vai Maulana Masood Azhar
- Ikram Bhatti vai Mubarak Ali Gilani
- Alyy Khan vai Ahmed Omar Saeed Sheikh
- Jeffry Kaplow vai Judea Pearl
- Perrine Moran vai Ruth Pearl
- Azfar Ali vai Azfar
- Jillian Armenante vai Maureen Platt
- Zachary Coffin vai Matt MacDowell
- Demetri Goritsas vai John Skelton
- Pervez Musharraf vai diễn cùng tên
- Colin Powell vai diễn cùng tên
- Sajid Hasan vai Zubair
- Mikail Lotia vai Hasan
- Adnan Siddiqui vai Dost Aliani
- Sean Chapman vai US Journalist